# گرونوبل
گرونوبل مرکز استان ایزر در ناحیه اوورنی-رون-آلپ کشور فرانسه است.
این شهر که از پاریس ۳ ساعت و از لیون ۱٫۵ ساعت فاصله دارد یکی از قطب‌های مهم علمی و فناوری فرانسه است.
۵۹۲۰۰ دانشجو در این شهر به تحصیل مشغولند که ۴۷٬۲۰۰ نفرشان در چهار دانشگاه UPMF , UJF, UNPG و دانشگاه استاندال تحصیل می‌کنند.

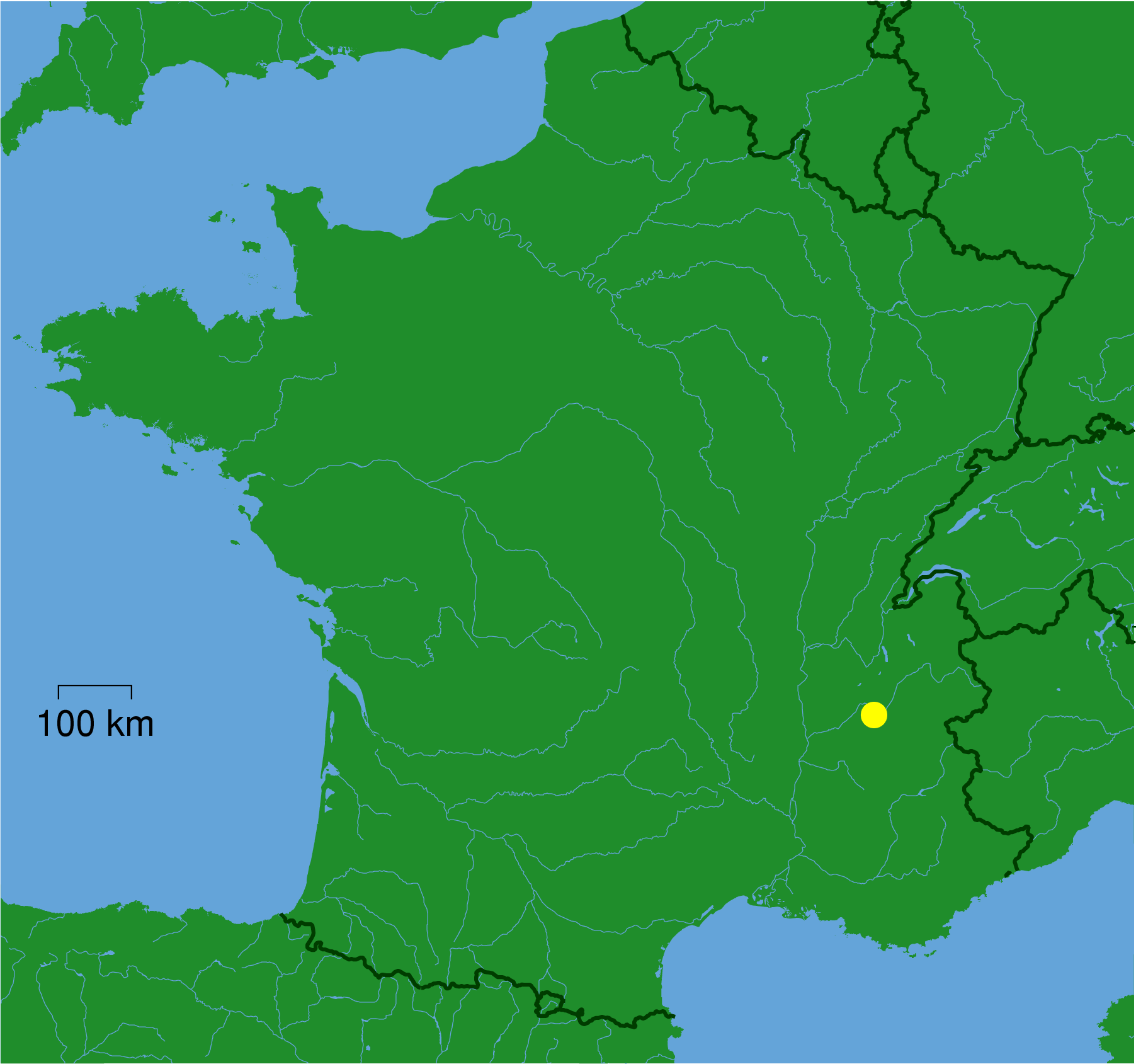
گرنوبل روی نقشه فرانسه

اهمیت علمی گرنوبل بر کیفیت آموزشی در علوم ریاضیات، انفورماتیک، الکترونیک، فیزیک در دانشگاه ژوزف فوریه و مؤسسه ملی پلی‌تکنیک گرونوبل و ۹ مدرسه مهندسی آن استوار است. موسسات آموزش عالی گرونوبل آموزش‌های خود را بر اساس رابطه نزدیک با صنعت، پژوهش و تبادلات بین‌المللی ارائه می‌نمایند.
با ۱۸٬۲۰۰ شغل، گرنوبل اولین قطب پژوهشی دولتی و خصوصی فرانسه بعد از پاریس است. پژوهش در شهر گرنوبل که به‌طور سنتی متوجه فناوری‌های خاص و دقیق است، پیوندهای همکاری مؤثری با شبکهٔ صنعت و دانشگاه ایجاد کرده‌است.
گرنوبل از محیط زیست طبیعی استثنایی و غنای زندگی شهری و فرهنگی ناحیه‌ای برخوردار است. جایگاه گرنوبل در قلب کوه‌های آلپ فرانسه، امکان انجام اسکی، کوهپیمایی، صخره‌نوردی و کایت‌سواری را برای ساکنان شهر میسر می‌سازد.
گرنوبل میزبان بازی‌های المپیک زمستانی بوده‌است. استان ایزر دارای سه پارک طبیعی است. دریاچه‌های متعدد و دریای مدیترانه در نزدیکی این ناحیه به دوستداران قایقرانی بادبانی مکانهایی متنوع و عالی را اعطا می‌کنند.
استاندال، نویسنده شهیر فرانسوی در سال ۱۷۸۳ در این شهر متولد شده‌است.